# Дудник болотный
Дудник болотный (лат. Angelica palustris) — вид травянистых растений рода Дудник (Angelica) семейства Зонтичные (Umbelliferae), или Сельдерейные (Apiaceae).

## Ботаническое описание
Двулетнее или многолетнее травянистое растение 50-80 см высотой. Стебель полый, угловато-бороздчатый; стеблевые листья в числе 2-4 крупные, широкотреугольные; пластинки их коленчато вниз изогнутые, дважды-трижды, перисторассечённые, с яйцевидными, крупнопильчатыми долями; верхние листья с расширенными влагалищами, отклоненные от стебля. Зонтики 5-7 см в диаметре, с 8-30 лучами, зонтички в поперечнике около 7-8 мм, лепестки белые, широкояйцевидные, 1-1,5 мм длиной. Оберточка из многих линейно-ланцетных листочков. Плоды овально-продолговатые, 4-5 мм длиной. Цветет в мае-августе.

## Распространение
Дудник болотный произрастает в Белоруссии, на Украине (Карпаты, Днепровский район), в европейской части России (Прибалтийский, Ладожско-Ильменский, Верхне-Волжский, Волжско-Камский, Волжско-Донской, Заволжский, Причерноморский, Нижне-Волжский районы), Западной Сибири (все районы), в Восточной Сибири (Ангаро-Саянский район), в Средней Азии (Арало-Каспийский район) на сырых, заболоченных берегах рек, ручьёв.

## Применение
С лечебной целью используются трава (стебли, листья, цветки), заготавливаемая во время цветения.
В корнях болотного дудника обнаружены кумарины 0,005-0,009 %, в листьях — кверцетин. Плоды содержат эфирное масло 1,97 %, ксантотоксин.
Трава применяется при воспалительных заболеваниях женских половых органов, при фиброматозе матки.